# Ngayokhem
Ngayokhem (ou Ngayorhem) (plus exactement Ngayokhème) est un village du Sénégal, située à environ 25km de Fatick.

## Administration
C'est le chef-lieu de la communauté rurale de Ngayokhème dans l'arrondissement de Niakhar et la région de Fatick. La mairie de situe entre Ngayokheme et  Ndoffane Kalom.

## Géographie
Les localités les plus proches sont Ndiane, Ngalagne, Kalom, Ngane Fissel et Sasse Ndiafadj. Le quartier de Ndoffane Kalom est le quartier le plus proche du village de Ngayokheme.